# Estländska Wikiska lantmilisregementet
Estländska Wikiska lantmilisregementet, eller bara Wikiska lantmilisregementet, var en värvad milis inom svenska armén som verkade åren 1701–1710. Förbandet var förlagt i Wiek, Svenska Estland.

## Historia
Estländska Wikiska lantmilisregementet värvades i Kretsen Wiek. År 1704 gick regementet delvis förlorat efter belägringen av Narva, som slutade med rysk seger. Regementets chef, Herman von Fersen, blev 1704 fången vid Narvas kapitulation och avled senare i fångenskap. Dock utsägs aldrig någon ny formell regementschef. Regementet kom därefter att återuppsättas i Livland. År 1710 gick regementet förlorat då det föll i rysk fångenskap i samband med belägringen av Riga.

## Förbandschefer
- 1701–1701: Gustaf von Wrangel
- 1701–1710: Herman von Fersen  (tillfångatagen)